# Michel Gaudry
Pour les articles homonymes, voir Gaudry.
Ne doit pas être confondu avec Michel Gondry.
 (avril 2020).
Si vous disposez d'ouvrages ou d'articles de référence ou si vous connaissez des sites web de qualité traitant du thème abordé ici, merci de compléter l'article en donnant les références utiles à sa vérifiabilité et en les liant à la section « Notes et références ».
Michel Gaudry est un contrebassiste de jazz français, né le 23 septembre 1928 à Eu (Seine-Inférieure) et mort le 29 mai 2019 à Saint-Lô (Manche).

## Biographie
Dessinateur technique de formation, Michel Gaudry apprend le piano et la clarinette. C'est sur le deuxième instrument qu'il fait ses débuts comme jazzman amateur. Il se produit dans les clubs parisiens, par exemple au Lorientais, où il a l'occasion de jouer avec Claude Luter. En 1955, il fait ses débuts professionnels à Lausanne (Suisse), aux côtés de Michel Hausser et Gérard Le Coat. C'est là qu'il commence à pratiquer sérieusement la contrebasse.
En 1957, de retour à Paris, il devient un contrebassiste très demandé. Au cours d'une émission de radio, il rencontre le pianiste Art Simmons. Ce dernier lui demande de se joindre à son trio au Mars-Club, avec successivement Pierre Cullaz, Pierre Cavalli, puis Elek Bacsik à la guitare électrique.
Depuis, on a pu l'entendre aux côtés de jazzmen français comme Georges Arvanitas, Guy Lafitte, Henri Renaud, René Urtreger, Jack Diéval, Stéphane Grappelli, ou des Double Six. Il  a accompagné aussi, en clubs ou pour des enregistrements, des musiciens américains de passage en France : Wes Montgomery, Dexter Gordon, Lee Morgan, Sonny Stitt, Billie Holiday, Duke Ellington, Bud Powell, Clark Terry, Barney Kessel, Lou Bennett, Kenny Clarke. Le 1er décembre 1963 à Paris  il a accompagné à la contrebasse les bluesmen Sonny Boy Williamson et Memphis Slim  dans un concert mémorable qui fut enregistré et  que l'on peut écouter sur Youtube. Dans les années 1970, il a participé à la première « Swing Machine » de Gérard Badini,  aux côtés de Raymond Fol et Sam Woodyard. A 88 ans, il accompagne encore Dee Dee Bridgewater dans une tournée en Allemagne, aux côtés de Clark Terry et de Jon Faddis.
Il a été aussi très actif comme musicien de studio. Il a par ailleurs accompagné de nombreuses vedettes de la variété en France et à l'étranger : Barbara, Serge Gainsbourg, Claude Nougaro, Serge Lama, Jeanne Moreau, Charles Dumont, Nancy Holloway, Joséphine Baker, etc.
Michel Gaudry passe ses dernières années à Sainte-Marie-du-Mont (Manche).
Il meurt le 29 mai 2019 à Saint-Lô, à l'âge de 90 ans. Ses cendres sont inhumées auprès de son épouse au cimetière de Moydans (Hautes-Alpes).